# Green River Trail
Green River Trail er en vandre- og cykelsti på 31,5 km beliggende i King County i staten Washington, USA. Den følger floderne Duwamish og Green River, idet den flere gange krydser floderne på småbroer, og stien går gennem forskellige landskabstyper, der inkluderer industriområder og landbrugsarealer.
- Wikimedia Commons har flere filer relateret til Green River Trail

47°30′31″N 122°18′2″V / 47.50861°N 122.30056°V